# Euarche mexicana
Euarche mexicana är en ringmaskart som beskrevs av Pettibone 1989. Euarche mexicana ingår i släktet Euarche och familjen Acoetidae.
Artens utbredningsområde är Mexikanska golfen. Inga underarter finns listade i Catalogue of Life.